# JOnAS
JOnASは、OW2 Consortium（旧ObjectWeb）が開発しているオープンソースのJava EEアプリケーションサーバである。JOnASはLGPLライセンスでリリースされている。

## Java EE認証
JOnASは2005年2月1日、J2EE 1.4の認証を受けている。これは "J2EE scholarship" と呼ばれるサンが非営利団体向けに行っているプロセスを利用して無料で認証を受けた最初のオープンソースのアプリケーションサーバとなった。JOnASは技術的にも優れていると見なされており、Red Hatディストリビューションにも含まれている。JOnAS 5アーキテクチャはOSGiフレームワークに基づいており、従来よりもダイナミックコンポーネントの開発が容易になっている。2013年10月にリリースされたJOnAS 5.3.0は、Java EE 6のWeb Profileサブセット準拠の認証を受けている。

## 管理コンソール
JOnASにはリモート管理コンソール機能があり、Webアプリケーションのアップロードや配備、Webアクセスポートの設定、ユーザーアカウントの管理などが遠隔から可能となっている。このコンソールはJavaScriptベースである。一般にオープンソースのJava EEサーバのリモートコンソールは扱いにくいが、Java EEサーバはエンドユーザーが管理することを想定していないので、JOnASのリモートコンソールは教育的な目的で重要となる。

## 環境
JOnASはJava EEアプリケーションサーバである。連携するWebサーバとしてはApache TomcatやJettyが選択可能である。JVMもGNU Classpathなどを使ったフリーな基盤上で動作できる可能性もある。JOnASは適切なJVMさえ動作すれば、WindowsやPOSIX系プラットフォームなど各種オペレーティングシステムで動作する。